# Tour der British Lions nach Australien und Neuseeland 1904
| Tour der British Lions nach Australien und Neuseeland 1904 | Tour der British Lions nach Australien und Neuseeland 1904 | Tour der British Lions nach Australien und Neuseeland 1904 | Tour der British Lions nach Australien und Neuseeland 1904 | Tour der British Lions nach Australien und Neuseeland 1904 |
| Übersicht                                                  | S                                                          | G                                                          | U                                                          | N                                                          |
| ---------------------------------------------------------- | ---------------------------------------------------------- | ---------------------------------------------------------- | ---------------------------------------------------------- | ---------------------------------------------------------- |
| Test Matches                                               | 04                                                         | 03                                                         | 0                                                          | 1                                                          |
| Sonstige Spiele                                            | 15                                                         | 13                                                         | 1                                                          | 1                                                          |
| Gesamt                                                     | 19                                                         | 16                                                         | 1                                                          | 2                                                          |
|                                                            |                                                            |                                                            |                                                            |                                                            |
| Australien                                                 | 03                                                         | 03                                                         | 0                                                          | 0                                                          |
| Neuseeland                                                 | 01                                                         | 0                                                          | 0                                                          | 1                                                          |

Die Tour der British Lions nach Australien und Neuseeland 1904 war eine Rugby-Union-Tour der als British Isles bezeichneten Auswahlmannschaft (der heutigen British and Irish Lions). Sie reiste von Juni bis August 1904 nach Australien und Neuseeland. Die Briten bestritten 19 Spiele, darunter vier Test Matches. Während sie alle drei Test Matches gegen die australischen „Wallabies“ gewannen, verloren sie das einzige gegen die neuseeländischen „All Blacks“. In den übrigen Spielen gegen weitere Auswahlteams blieben die Briten in Australien ungeschlagen, hingegen mussten sie in Neuseeland eine Niederlage gegen die Auckland Rugby Football Union hinnehmen.

## Spielplan
- Hintergrundfarbe grün = Sieg
- Hintergrundfarbe gelb = Unentschieden
- Hintergrundfarbe rot = Niederlage

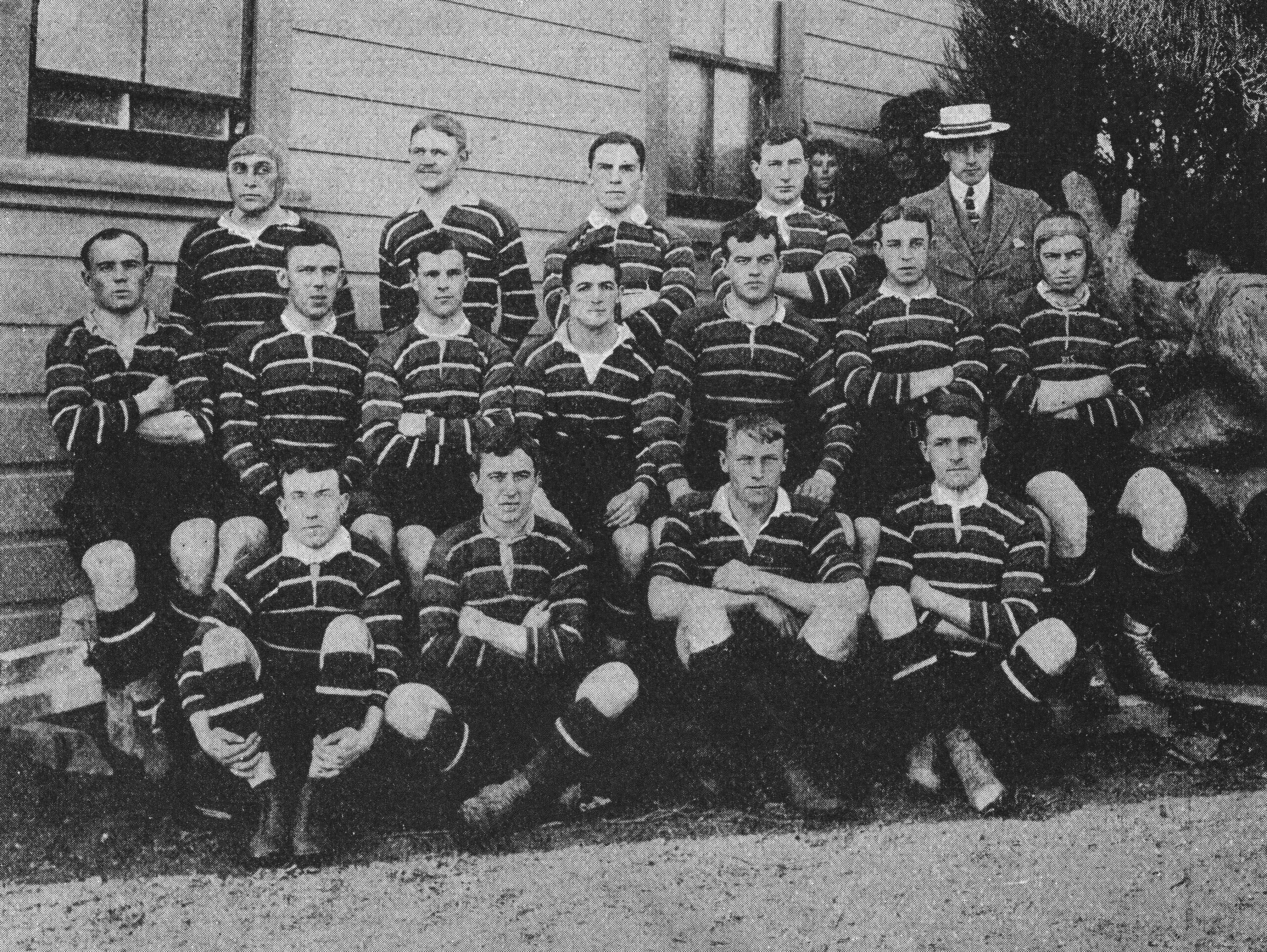
Gruppenfoto des britischen Teams 1904

(Test Matches sind grau unterlegt; Ergebnisse aus der Sicht der Lions)

### Spiele in Australien
| #  | Datum           | Gegner                    | Ort       | Stadion               | Ergebnis |
| -- | --------------- | ------------------------- | --------- | --------------------- | -------- |
| 01 | 18. Juni 1904   | New South Wales Waratahs  | Sydney    | Sydney Cricket Ground | 27:0     |
| 02 | 22. Juni 1904   | Western District Combined | Bathurst  |                       | 21:6     |
| 03 | 25. Juni 1904   | New South Wales Waratahs  | Sydney    | Sydney Cricket Ground | 29:6     |
| 04 | 29. Juni 1904   | Sydney Rugby Union        | Sydney    |                       | 19:6     |
| 05 | 02. Juli 1904   | Australien                | Sydney    | Sydney Cricket Ground | 17:0     |
| 06 | 06. Juli 1904   | Northern Districts        | Newcastle |                       | 17:3     |
| 07 | 09. Juli 1904   | Queensland Reds           | Brisbane  | Exhibition Ground     | 24:5     |
| 08 | 13. Juli 1904   | Brisbane City             | Brisbane  |                       | 17:3     |
| 09 | 16. Juli 1904   | Queensland Reds           | Brisbane  | Exhibition Ground     | 18:7     |
| 10 | 20. Juli 1904   | Toowoomba                 | Toowoomba |                       | 12:3     |
| 11 | 23. Juli 1904   | Australien                | Brisbane  | Exhibition Ground     | 17:3     |
| 12 | 27. Juli 1904   | New England               | Armidale  |                       | 26:9     |
| 13 | 30. Juli 1904   | Australien                | Sydney    | Sydney Cricket Ground | 16:0     |
| 14 | 31. August 1904 | New South Wales Waratahs  | Sydney    | Sydney Cricket Ground | 5:0      |

### Spiele in Neuseeland
| #  | Datum           | Gegner                                       | Ort          | Stadion        | Ergebnis |
| -- | --------------- | -------------------------------------------- | ------------ | -------------- | -------- |
| 15 | 06. August 1904 | Canterbury & West Coast Rugby Football Union | Christchurch | Lancaster Park | 5:3      |
| 16 | 10. August 1904 | Otago & Southland Rugby Football Union       | Dunedin      | Carisbrook     | 14:8     |
| 17 | 13. August 1904 | Neuseeland                                   | Wellington   | Athletic Park  | 3:9      |
| 18 | 17. August 1904 | Taranaki & Whanganui & Manawatu Rugby Union  | New Plymouth |                | 0:0      |
| 19 | 20. August 1904 | Auckland Rugby Football Union                | Auckland     | Eden Park      | 0:13     |

## Test Matches
| 2. Juli 1904 | Australien | 0 : 17  | Großbritannien                                                                    | Sydney Cricket Ground, Sydney Zuschauer: 34.000 Schiedsrichter: Thomas Pauling (Australien) |
| 2. Juli 1904 |            | Bericht | Versuche: Bush Llewellyn (2) Erhöhungen: Harding Arthur O’Brien Straftritte: Bush | Sydney Cricket Ground, Sydney Zuschauer: 34.000 Schiedsrichter: Thomas Pauling (Australien) |

Aufstellungen:
- Australien: Reginald Baker, Alexander Burdon, Thomas Colton, Edmund Dore, Llewellyn Evans, Jack Hindmarsh, Harold Judd, Denis Lutge, Frank Nicholson , Charles Redwood, William Richards, Jack Verge, Patrick Walsh, Charles White, Stanley Wickham
- Großbritannien: David Bedell-Sivright , Sidney Bevan, Percy Bush, Sidney Crowther, Denys Dobson, Rhys Gabe, Arthur Harding, Frank Hulme, William Llewellyn, Teddy Morgan, Arthur O’Brien, Christopher Stanger-Leathes, Stuart Saunders, Blair Swannell, David Trail

| 23. Juni 1904 | Australien       | 3 : 17        | Großbritannien                                       | Exhibition Ground, Brisbane Zuschauer: 15.000 Schiedsrichter: William Beattie (Australien) |
| 23. Juni 1904 | Versuche: Burdon | (3:0) Bericht | Versuche: Bush Llewellyn O’Brien Dropgoals: Bush (2) | Exhibition Ground, Brisbane Zuschauer: 15.000 Schiedsrichter: William Beattie (Australien) |

Aufstellungen:
- Australien: Reginald Baker, Alexander Burdon, Philip Carmichael, Thomas Colton, Harold Judd, Denis Lutge, Jack Manning, Alexander McKinnon, Douglas McLean, Anselm Oxenham, Allen Oxlade, Charles Redwood, Jack Verge, Patrick Walsh, Stanley Wickham
- Großbritannien: Sidney Bevan, Percy Bush, Sidney Crowther, Denys Dobson, Reginald Edwards, Rhys Gabe, Arthur Harding, William Llewellyn, Patrick McEvedy, Teddy Morgan , Arthur O’Brien, Stuart Saunders, Blair Swannell, David Trail, Thomas Vile

| 30. Juli 1904 | Australien | 0 : 16        | Großbritannien                                                    | Sydney Cricket Ground, Sydney Zuschauer: 24.000 Schiedsrichter: Thomas Pauling (Australien) |
| 30. Juli 1904 |            | (0:3) Bericht | Versuche: Gabe Llewellyn Morgan Swannell Erhöhungen: Bush O’Brien | Sydney Cricket Ground, Sydney Zuschauer: 24.000 Schiedsrichter: Thomas Pauling (Australien) |

Aufstellungen:
- Australien: Joe Dixon, Llewellyn Evans, Francis Finley, Frank Futter, Harold Judd, Denis Lutge, Douglas McLean, Jack Meibusch, Frederick Nicholson, Allen Oxlade, Charles Redwood, Billy Richards, Patrick Walsh, James White, Stanley Wickham
- Großbritannien: Sidney Bevan, Percy Bush, Sidney Crowther, Denys Dobson, Reginald Edwards, Rhys Gabe, Arthur Harding, William Llewellyn, Burnett Massey, Patrick McEvedy, Teddy Morgan , Arthur O’Brien, Blair Swannell, David Trail, Thomas Vile

| 13. August 1904 | Neuseeland                                     | 9 : 3         | Großbritannien       | Athletic Park, Wellington Zuschauer: 20.000 Schiedsrichter: Francis Evans (Neuseeland) |
| 13. August 1904 | Versuche: D. McGregor (2) Straftritte: Wallace | (3:3) Bericht | Straftritte: Harding | Athletic Park, Wellington Zuschauer: 20.000 Schiedsrichter: Francis Evans (Neuseeland) |

Aufstellungen:
- Neuseeland: Thomas Cross, Bernard Fanning, David Gallaher, Billy Glenn, Eric Harper, Peter Harvey, Duncan McGregor, Robert McGregor, Patrick McMinn, George Nicholson, Charles Seeling, Billy Stead , George Tyler, Billy Wallace, Maurice Wood
- Großbritannien: Sidney Bevan, Percy Bush, Sidney Crowther, Denys Dobson, Reginald Edwards, Rhys Gabe, Arthur Harding, William Llewellyn, Patrick McEvedy, Teddy Morgan , Arthur O’Brien, Ronald Rogers, Blair Swannell, David Trail, Thomas Vile

## Kader

### Management
- Tourmanager: Arthur O’Brien
- Kapitän: David Bedell-Sivright / Teddy Morgan

### Spieler
| Spieler                     | Position         | Mannschaft             |
| --------------------------- | ---------------- | ---------------------- |
| Percy Bush                  | Halbspieler      | Cardiff RFC            |
| Frank Hulme                 | Halbspieler      | Birkenhead Park FC     |
| Thomas Vile                 | Halbspieler      | Newport RFC            |
| John Fisher                 | Dreiviertelreihe | Hull and East Riding   |
| Rhys Gabe                   | Dreiviertelreihe | Cardiff RFC            |
| Frederick Jowett            | Dreiviertelreihe | Swansea RFC            |
| William Llewellyn           | Dreiviertelreihe | Newport RFC            |
| Patrick McEvedy             | Dreiviertelreihe | Guy’s Hospital         |
| Teddy Morgan                | Dreiviertelreihe | London Welsh RFC       |
| Arthur O’Brien              | Dreiviertelreihe | Guy’s Hospital         |
| Christopher Stanger-Leathes | Schlussmann      | Northern Football Club |

| Spieler               | Position | Mannschaft                |
| --------------------- | -------- | ------------------------- |
| David Bedell-Sivright | Stürmer  | Cambridge University RUFC |
| Arthur Harding        | Stürmer  | Cardiff RFC               |
| Sidney Bevan          | Stürmer  | Swansea RUFC              |
| Sidney Crowther       | Stürmer  | Lennox FC                 |
| Reginald Edwards      | Stürmer  | Malone RFC                |
| Denys Dobson          | Stürmer  | Oxford University RFC     |
| Burnett Massey        | Stürmer  | Hull and East Riding      |
| Charles Patterson     | Stürmer  | Malone RFC                |
| Ronald Rogers         | Stürmer  | Bath Rugby                |
| Stuart Saunders       | Stürmer  | Guy’s Hospital            |
| John Sharland         | Stürmer  | Streatham-Croydon RFC     |
| Blair Swannell        | Stürmer  | Northampton Saints        |
| David Trail           | Stürmer  | Guy’s Hospital            |